# Vilnestjärnen
Vilnestjärnen är en sjö i Storumans kommun i Lappland och ingår i Umeälvens huvudavrinningsområde. Sjön har en area på 0,262 kvadratkilometer och ligger 610,1 meter över havet.

## Delavrinningsområde
Vilnestjärnen ingår i det delavrinningsområde (726465-147756) som SMHI kallar för Mynnar i Gardiken. Medelhöjden är 722 meter över havet och ytan är 74,74 kvadratkilometer. Räknas de 3 avrinningsområdena uppströms in blir den ackumulerade arean 125,73 kvadratkilometer. Rönnbäcken som avvattnar avrinningsområdet har biflödesordning 2, vilket innebär att vattnet flödar genom totalt 2 vattendrag innan det når havet efter 357 kilometer. Avrinningsområdet består mestadels av skog (66 procent) och kalfjäll (27 procent). Avrinningsområdet har 0,63 kvadratkilometer vattenytor vilket ger det en sjöprocent på 0,8 procent.